# Síndrome de Ogilvie
El síndrome de Ogilvie o pseudobstrucción colónica es un cuadro clínico con sintomatología de obstrucción colónica que carece de una causa orgánica que la justifique. Es una entidad que afecta principalmente a personas mayores de 30 años y pacientes masculinos, de manera reversible y transitoria, estando la mayor parte de los casos relacionados con alguna enfermedad adyacente. La mayoría de las veces el manejo del cuadro es conservador, con medidas generales y de mantenimiento; sin embargo, en un pequeño porcentaje se presenta con alguna complicación que requiere tratamiento invasivo e incluso quirúrgico.
Este síndrome fue descubierto por William Heneage Ogilvie en 1948, cirujano inglés nacido en la ciudad chilena de Valparaíso el 14 de julio de 1887. Ogilvie descubrió dos casos secundarios a neoplasia invasora a retroperitoneo con invasión a plexo celíaco. Antes que él, uno de los cirujanos más famosos de la historia, Murphy, ya había descrito esta entidad durante una laparotomía donde observó una distensión masiva del colon.

## Definición
El síndrome de Ogilvie o pseudo-obstrucción aguda de colon consiste en una dilatación aguda o subaguda del mismo, causando un cuadro clínico obstructivo mecánico sin datos de causa orgánica que justifique su obstrucción. Esta es la definición citada en el artículo (Mearín, 2011).

## Complicaciones
Los pacientes que no sean tratados de forma eficaz pueden desarrollar isquemia y perforación de colon. Al distenderse el colon disminuye la motilidad de esta región intestinal, lo que causa aumento de la actividad bacteriana e inflamación, comprometiendo el flujo sanguíneo que aporta oxígeno a la célula y provocando isquemia y perforación. Se debe sospechar una perforación siempre que se manifieste fiebre, aumento de dolor, leucocitosis y neumoperitoneo.
Los factores de riesgo más frecuentes para presentar un Síndrome de Ogilvie son: traumatismos, administración de opiáceos y presencia de alteraciones hidroelectrolíticas (Mearín, 2011).

## Epidemiología
Se presenta en pacientes adultos mayores principalmente y generalmente asocian las siguientes características:
1. Encamamiento prolongado
2. Uso de tratamiento psiquiátrico
3. Historia de estreñimiento crónico
4. Enfermedad de Parkinson
5. Uso de benzodiazepinas
6. Uso de antidepresivos tricíclicos
7. Trastornos electrolíticos y deshidratación

## Etiología
Se desconoce realmente la causa, pero se la ha asociado con procedimientos quirúrgicos, desórdenes neurológicos, infecciones severas, insuficiencia cardíaca, alteraciones hidroeléctricas y enfermedades metabólicas. Aun cuando la fisiopatológica del síndrome de Ogilvie actualmente no es bien entendida, se piensa que resulta del desbalance en la regulación de la actividad motora del colon por el sistema nervioso autónomo.

## Fisiopatología
Todavía no está muy clara pero se cree que es por cualquier afectación indirecta del plexo parasimpático del colon causando pérdida del tono muscular llevando a una distensión que cause la obstrucción intestinal.
El Síndrome de Ogilvie debe sospecharse ante la aparición de distensión abdominal progresiva asociada al dolor abdominal (80 %), náuseas (80 %), fiebre (37 %) o estreñimiento (40 %), especialmente si logra identificarse un factor precipitante. Por ejemplo, la mitad de los pacientes presentan antecedentes de tratamiento con opiáceos y en hasta dos tercios se detectan anomalías electrolíticas.
También se ha asociado a cirugías como complicación aunque cabe destacar que tiene una prevalencia 0.01 postquirúrgico además en las cesáreas se ha visto una mayor incidencia asociada al uso de anestesia epidural y uso de oxitocina por lo cual debe tenerse en cuenta como complicación de toda cesárea.

## Diagnóstico
El diagnóstico suele realizarse con los antecedentes del paciente, así como de manera clínica apoyada en placas simples de abdomen...

### Hallazgos radiográficos
1. Dilatación de intestino grueso de predominio derecho y transverso.
2. Niveles hidroaereos en distintos niveles en patrón de pila de monedas (cuando una válvula ileocecal incompetente)

### Examen físico
- Distensión abdominal severa
- Dolor a la palpación difusa
- Timpanismo a la percusión
- Ausencia de ruidos intestinales
- Tacto rectal sin masas o impactación fecal

### Rectosigmoidoscopía o colonoscopía
- No demuestra masas u obstrucciones que justifiquen la obstrucción clínica

## Diagnóstico diferencial
1. Íleo mecánico
2. Neoplasia de colon
3. Vólvulo de sigmoides
4. Enfermedad de Hirschsprung
5. Enfermedad de Chagas
6. Síndrome de Chilaiditi
7. Síndrome adherencial
8. Hernias
9. Apendicitis aguda

## Manejo del síndrome de Ogilvie
EL Manejo es basado en una actuación secuencial sustentada por los siguientes pilares:
1. Identificación precoz
2. Exclusión de obstrucción mecánica y otras causas de pseudoobstruccion
3. Detección precoz de signos de peritonitis o perforación
4. Inicio inmediato de tratamiento racional y escalonado (incluye la cirugía de emergencia)
5. Prevención de recidivas

Es importante mencionar que el riesgo de perforación aumenta drásticamente cuando la dilatación del colon es mayor a 12 cm por más de 6 días.” (Mearín, 2011).
Paciente debe de estar en dieta absoluta con aporte de líquidos y electrolitos I.V de forma necesaria, si no presenta vómitos no es necesario sonda naso gástrica aunque se puede utilizar para evitar el incremento de gas en el intestino que facilite un aumento de presión causando una perforación.
Se deben evitar opiáceos, anticolinergicos y antagonistas de calcio.
Una recomendación importante es que los laxantes osmóticos están contraindicados para evitar acumulación de gas.
Si es menos de 12 cm el ciego empezar con ayuno, sonda rectal, líquidos I.V y electrolitos con enemas de limpieza además de neostigmina intravenosa Aunque si este en 48 horas aumenta progresivamente se le realizara colonoscopia descompresiva o cecostomia estas recomendaciones es uno de los pilares que mencionan.

## Tratamiento
El tratamiento como primera medida se utiliza reposición de líquidos y electrolitos por vía intravenosa lo necesario además de enemas de limpieza.
En caso de no haber mejoría clara y no existir duda en el diagnóstico, se puede realizar la administración de neostigmina que estimula el sistema nervioso autónomo parasimpático restableciendo el peristaltismo. Se utiliza en bolo intravenoso a única dosis de 2-2.5 mg administrada en 3-5 minutos si después de 48 horas la distensión no disminuye y una segunda dosis se puede administrar.
Es importante mencionar unas contraindicaciones para el uso de la neostigmina.
- Perforación intestinal
- Obstrucción intestinal mecánica
- Embarazo
- Arritmias no controladas
- IRA con filtración glomerular menor a 30 mg/d

Si no mejora se puede realizar una descompresión por medio de colonoscopia con colocación de un tubo de drenaje (sonda rectal).
Si el tratamiento endoscópico falla se recurrirá a realizar una cecostomia si no hay perforación pero si se presenta se debería realizar cirugía resectiva de colon ya sea segmentaria o subtotal como mejor opción.
Finalmente es importante mencionar que el 80 % de los casos resuelve con tratamiento conservador.” (Bucio Velázquez, 2011).